# Villarreal Club de Fútbol B
Maillots
Actualités
Le Villarreal CF B (Villarreal Club de Fútbol B en espagnol) est un club espagnol de football fondé en 1999 qui joue en Primera Federación (D3), basé à Vila-Real, une commune située dans la communauté valencienne. Cette équipe constitue la réserve du Villarreal Club de Fútbol.

## Histoire

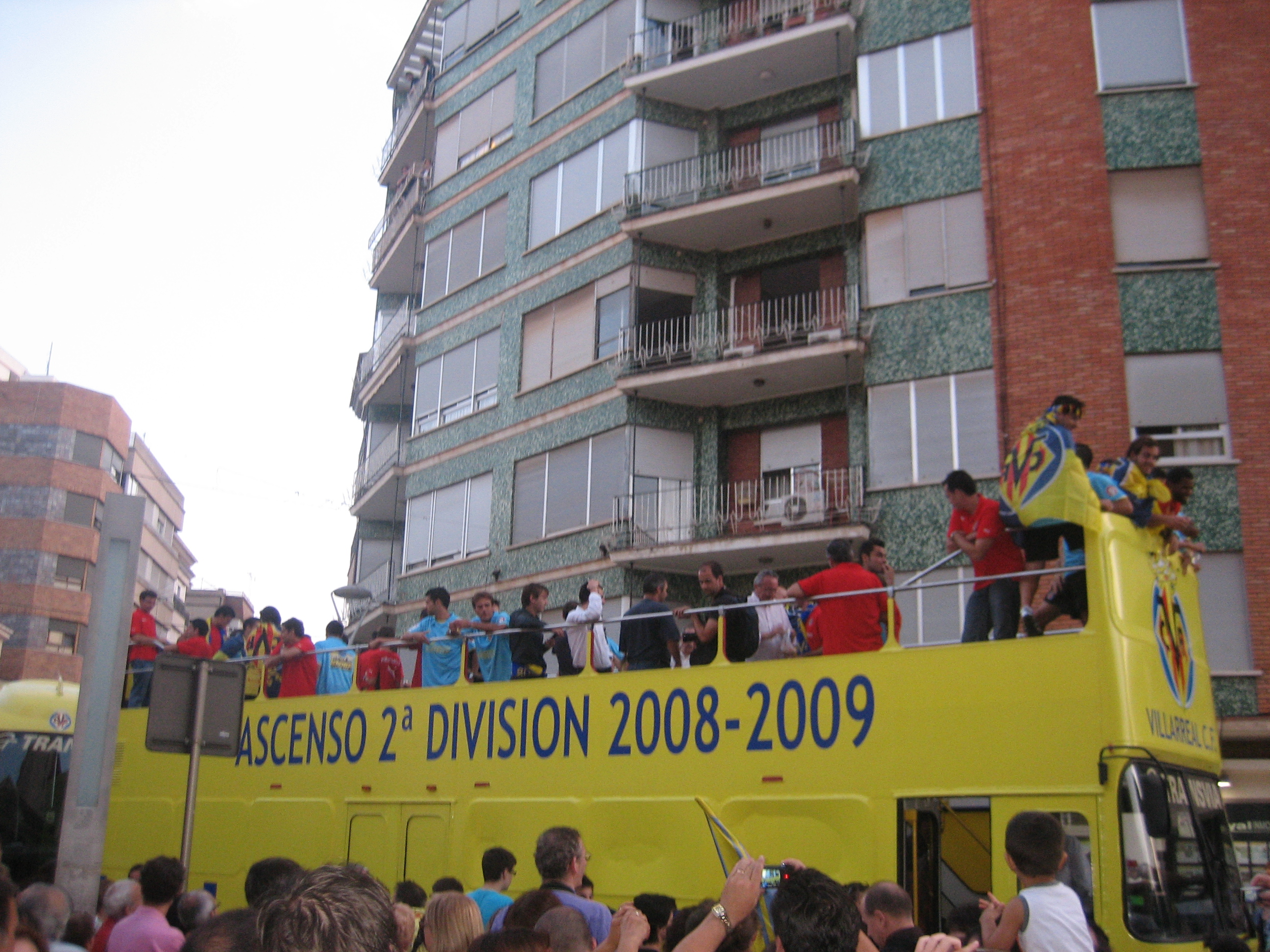
Célébrations de la promotion en deuxième division.

Le club débute en 1999 en Segona Regional (soit le septième niveau espagnol) qui est le plus bas niveau possible pour une équipe de la Communauté valencienne. Le club termine premier et décroche l'accession en Primera Regional. La saison suivante, permet au club de décrocher un nouveau titre et de monter d'une division supplémentaire. Lors des saisons 2001-2002 et 2002-2003, Villarreal B évolue deux saisons en Regional Preferent, le plus haut niveau régional avant de décrocher la montée en Tercera División. 
Pour sa première saison en Tercera, Villarreal B se classe troisième de son groupe, ce qui lui permet de disputer les barrages d'accession en Segunda División B. Villarreal élimine le Club Esportiu Santanyí, mais bute en finale d'accession face au CF Badalona. En 2004-2005, Villarreal B termine cinquième et rate les barrages à la différence particulière avec le Santa Pola CF. Lors de la saison 2005-2006, l'équipe valencienne domine sa poule et termine le championnat avec 100 points (30 victoires, 10 nuls et 2 défaites), mais bute en finale d'accession face au RCD Espanyol de Barcelone B. Pour sa quatrième saison à ce niveau, l'équipe termine deuxième de sa poule et dispute pour la troisième fois les barrages d'accession. En demi-finale, Villarreal B dispose facilement de l'UD Poblense (4-0 puis 3-0). En finale, face au Club Deportivo Mirandés les jaunes s'imposent 4-3 sur l'ensemble des deux matchs (3-1 puis 1-2) pour décrocher la montée en Segunda División B.
En 2007-2008, Villarreal B termine onzième du championnat. Lors de la saison suivante, le club termine à la deuxième place de sa poule derrière le Club Deportivo Alcoyano. Il y a alors trois tours à franchir pour décrocher la montée en Segunda División. Les deux premiers tours respectivement face au Zamora CF et face au Lorca Deportiva CF sont franchis en gagnant à chaque fois les deux matchs. En finale, Villarreal B affronte le Real Jaén. Après un match nul 0-0 à domicile, l'équipe valencienne gagne 2-1 à l'extérieur ce qui lui permet de monter.
En 2009-2010, pour sa première saison en Segunda, les jaunes terminent à la septième place. La saison suivante est plus difficile est se termine à la dix-septième place. En 2011-2012, l'équipe termine douzième mais se voit rétrogradée en Segunda División B à la suite de la relégation de l'équipe première en Segunda.
En 2012-2013, le club termine son championnat à la neuvième place.
Le 11 juin 2022, après 10 saisons passées en troisième division, le club retrouve la deuxième division, après sa victoire en finale des barrages contre le Gimnàstic de Tarragone sur le score de 2 buts à 0.

## Saison par saison
| Season    | Division              | Place |
| --------- | --------------------- | ----- |
| 1999-2000 | Segona Regional       | 1er   |
| 2000-2001 | Primera Regional      | 1er   |
| 2001-2002 | Regional Preferent    | 5e    |
| 2002-2003 | Regional Preferent    | 1er   |
| 2003-2004 | Tercera División      | 3e    |
| 2004-2005 | Tercera División      | 5e    |
| 2005-2006 | Tercera División      | 1er   |
| 2006-2007 | Tercera División      | 2e    |
| 2007-2008 | Segunda División B    | 11e   |
| 2008-2009 | Segunda División B    | 2e    |
| 2009-2010 | Segunda División      | 7e    |
| 2010-2011 | Segunda División      | 17e   |
| 2011-2012 | Segunda División      | 12e   |
| 2012-2013 | Segunda División B    | 9e    |
| 2013-2014 | Segunda División B    | 11e   |
| 2014-2015 | Segunda División B    | 10e   |
| 2015-2016 | Segunda División B    | 2e    |
| 2016-2017 | Segunda División B    | 6e    |
| 2017-2018 | Segunda División B    | 2e    |
| 2018-2019 | Segunda División B    | 3e    |
| 2019-2020 | Segunda División B    | 6e    |
| 2020-2021 | Segunda División B    | 6e    |
| 2021-2022 | Primera División RFEF | 2e    |
| 2022-2023 | Segunda División      | 18e   |
| 2023-2024 | Segunda División      | 22e   |
| 2024-2025 | Primera Federación    | 11e   |
| 2025-2026 | Primera Federación    |       |

- 5 saisons en Segunda División
- 14 saisons en Segunda División B puis en Primera División RFEF / Primera Federación
- 4 saisons en Tercera División
- 4 saisons en Ligues régionales

## Palmarès
- Champion de Tercera División (groupe VI) : 2006
- Champion de Regional Preferent : 2003
- Champion de Primera Regional : 2001
- Champion de Segona Regional : 2000